# Mertzwiller
Mertzwiller je občina v departmaju Bas-Rhin francoske regije Alzacija.
Leta 1990 je v občini živelo 3 524 oseb oz. 506 oseb/km².